# Curling-Juniorenweltmeisterschaft 2001
Die Curling-Juniorenweltmeisterschaft 2001 wurde vom 15. bis 25. März in Ogden, Utah (USA) ausgetragen.

## Männer

### Teilnehmer
| Land               | Fourth              | Third                   | Second              | Lead             | Alternate            |
| ------------------ | ------------------- | ----------------------- | ------------------- | ---------------- | -------------------- |
| Dänemark           | Casper Bossen       | Kenneth Daucke Andersen | Kim Sylvest Nielsen | Sune Frederiksen | Nicolai Frederiksen  |
| Deutschland        | Christopher Bartsch | Felix Schulze           | Peter Rickmers      | Stefan Hofmann   | Ingmar Fritz         |
| Frankreich         | Richard Ducroz      | Raphaël Mathieu         | Julien Charlet      | Tony Angiboust   | Jérémy Frarier       |
| Japan              | Hiroaki Kashiwagi   | Kazuto Yanagizawa       | Jun Nakayama        | Keita Yanagizawa | Yūsuke Morozumi      |
| Kanada             | Brad Gushue         | Mark Nichols            | Brent Hamilton      | Mike Adam        | Jamie Korab          |
| Russland           | Alexander Kirikov   | Pavel Makoukha          | Vadim Stebakov      | Mikhail Fokin    | Alexei Rascheupkin   |
| Schottland         | David Edwards       | Callum Allison          | Kenny Edwards       | Graham Sloan     | Paul Stevenson       |
| Schweden           | Carl-Axel Dahlin    | Eric Carlsén            | Emanuel Allberg     | Nils Carlsén     | David Kallin         |
| Schweiz            | Mark Hauser         | Andreas Hingher         | Martin Rios         | Jan Hauser       | Florian Grünerfelder |
| Vereinigte Staaten | Andy Roza           | Steve Jaixen            | Chris Becher        | Scott Jordan     | Tyler George         |

### Round Robin

#### Ergebnisse
| Draw | Begegnung                        | Resultat |
| ---- | -------------------------------- | -------- |
| #1   | Russland – Schottland            | 7:4      |
|      | Schweiz – Dänemark               | 8:4      |
|      | Vereinigte Staaten – Kanada      | 8:4      |
|      | Schweden – Frankreich            | 10:5     |
| #2   | Kanada – Schweiz                 | 7:4      |
|      | Vereinigte Staaten – Russland    | 9:5      |
|      | Japan – Frankreich               | 5:4      |
|      | Schottland – Deutschland         | 7:2      |
| #3   | Deutschland – Frankreich         | 8:5      |
|      | Schottland – Schweden            | 10:6     |
|      | Dänemark – Russland              | 7:4      |
|      | Kanada – Japan                   | 9:4      |
|      | Vereinigte Staaten – Deutschland | 5:10     |
| #4   | Schweden – Dänemark              | 5:7      |
|      | Russland – Japan                 | 6:7      |
|      | Schweiz – Vereinigte Staaten     | 8:9      |
| #5   | Vereinigte Staaten – Frankreich  | 7:2      |
|      | Schweiz – Schweden               | 5:9      |
|      | Deutschland – Kanada             | 5:11     |
|      | Dänemark – Schottland            | 6:5      |
| #6   | Schweiz – Russland               | 5:4      |
|      | Frankreich – Dänemark            | 13:6     |
|      | Japan – Schottland               | 3:7      |
|      | Vereinigte Staaten – Deutschland | 6:10     |

| Draw | Begegnung                       | Resultat |
| ---- | ------------------------------- | -------- |
| #7   | Japan – Deutschland             | 6:7      |
|      | Schweden – Kanada               | 6:9      |
|      | Schottland – Frankreich         | 8:4      |
| #8   | Russland – Kanada               | 2:6      |
|      | Japan – Schweiz                 | 7:6      |
|      | Dänemark – Deutschland          | 9:4      |
|      | Schweden – Vereinigte Staaten   | 3:7      |
| #9   | Schweden – Japan                | 9:2      |
|      | Vereinigte Staaten – Schottland | 7:6      |
|      | Schweiz – Frankreich            | 9:4      |
|      | Kanada – Dänemark               | 6:9      |
| #10  | Kanada – Schottland             | 6:9      |
|      | Deutschland – Russland          | 3:10     |
|      | Vereinigte Staaten – Dänemark   | 7:2      |
| #11  | Deutschland – Schweden          | 6:7      |
|      | Japan – Vereinigte Staaten      | 8:7      |
|      | Schottland – Schweiz            | 9:6      |
|      | Frankreich – Russland           | 4:7      |
| #12  | Dänemark – Japan                | 8:6      |
|      | Kanada – Frankreich             | 7:6      |
|      | Schweden – Russland             | 7:2      |
|      | Deutschland – Schweiz           | 4:6      |

#### Endstand Round Robin
| Land               | Skip                | Siege | Niederl. |
| ------------------ | ------------------- | ----- | -------- |
| Vereinigte Staaten | Andy Roza           | 7     | 2        |
| Kanada             | Brad Gushue         | 7     | 2        |
| Schottland         | David Edwards       | 6     | 3        |
| Dänemark           | Casper Bossen       | 6     | 3        |
| Schweden           | Eric Carlsén        | 5     | 4        |
| Japan              | Hiroaki Kashiwagi   | 4     | 5        |
| Schweiz            | Mark Hauser         | 4     | 5        |
| Deutschland        | Christopher Bartsch | 3     | 6        |
| Russland           | Alexander Kirikov   | 3     | 6        |
| Frankreich         | Richard Ducroz      | 1     | 8        |

#### Tie-Break
| Begegnung              | Resultat |
| ---------------------- | -------- |
| Dänemark – Schweden    | 9:6      |
| Russland – Deutschland | 2:8      |

### Playoffs
|  | Halbfinale | Halbfinale         | Halbfinale |   |          | Finale           | Finale             | Finale           |
|  |            |                    |            |   |          |                  |                    |                  |
|  |            |                    |            |   |          |                  |                    |                  |
|  | 1          | Vereinigte Staaten | 4          |   |          |                  |                    |                  |
|  | 4          | Dänemark           | 8          |   |          |                  |                    |                  |
|  |            |                    |            | 4 | Dänemark | 6                |                    |                  |
|  |            |                    |            |   | 2        | Kanada           | 7                  |                  |
|  | 3          | Schottland         | 1          |   |          |                  |                    |                  |
|  | 2          | Kanada             | 7          |   |          | Spiel um Platz 3 | Spiel um Platz 3   | Spiel um Platz 3 |
|  |            |                    |            |   |          | 1                | Vereinigte Staaten | 7                |
|  | 3          | Schottland         | 5          |   |          |                  |                    |                  |
|  |            |                    |            |   |          |                  |                    |                  |

#### Halbfinale
| Team               |    | 1 | 2 | 3 | 4 | 5 | 6 | 7 | 8 | 9 | 10 | Gesamt |
| ------------------ | -- | - | - | - | - | - | - | - | - | - | -- | ------ |
| Vereinigte Staaten |    | 0 | 0 | 0 | 0 | 1 | 0 | 1 | 2 | 0 | 0  | 4      |
| Dänemark           | 🔨 | 0 | 2 | 0 | 0 | 0 | 2 | 0 | 0 | 4 | 0  | 8      |

| Team       |    | 1 | 2 | 3 | 4 | 5 | 6 | 7 | 8 | 9 | 10 | Gesamt |
| ---------- | -- | - | - | - | - | - | - | - | - | - | -- | ------ |
| Schottland | 🔨 | 0 | 0 | 0 | 0 | 0 | 1 | 0 | X | X | X  | 1      |
| Kanada     |    | 1 | 0 | 0 | 1 | 2 | 0 | 3 | X | X | X  | 7      |

#### Spiel um Platz 3
| Team               |    | 1 | 2 | 3 | 4 | 5 | 6 | 7 | 8 | 9 | 10 | Gesamt |
| ------------------ | -- | - | - | - | - | - | - | - | - | - | -- | ------ |
| Vereinigte Staaten | 🔨 | 0 | 0 | 2 | 0 | 2 | 0 | 2 | 0 | 1 | 0  | 7      |
| Schottland         |    | 0 | 1 | 0 | 1 | 0 | 2 | 0 | 1 | 0 | 0  | 5      |

#### Finale
| Team     |    | 1 | 2 | 3 | 4 | 5 | 6 | 7 | 8 | 9 | 10 | Gesamt |
| -------- | -- | - | - | - | - | - | - | - | - | - | -- | ------ |
| Dänemark |    | 1 | 0 | 0 | 2 | 0 | 0 | 2 | 0 | 1 | 0  | 6      |
| Kanada   | 🔨 | 0 | 2 | 0 | 0 | 2 | 0 | 0 | 2 | 0 | 1  | 7      |

### Endstand
| Platz | Land               |
| ----- | ------------------ |
| 1     | Kanada             |
| 2     | Dänemark           |
| 3     | Vereinigte Staaten |
| 4     | Schottland         |
| 5     | Schweden           |
| 6     | Japan              |
| 7     | Schweiz            |
| 8     | Deutschland        |
| 9     | Russland           |
| 10    | Frankreich         |

## Frauen

### Teilnehmerinnen
| Land               | Fourth             | Third            | Second              | Lead                | Alternate               |
| ------------------ | ------------------ | ---------------- | ------------------- | ------------------- | ----------------------- |
| Dänemark           | Denise Dupont      | Helle Simonsen   | Madeleine Dupont    | Maria Poulsen       | Sandra Gufler           |
| Deutschland        | Daniela Jentsch    | Cornelia Stock   | Daniela Wilczek     | Lisa Hammer         | Stefanie Wilczek        |
| Japan              | Moe Meguro         | Sakurako Terada  | Maya Meguro         | Miki Meguro         | Yuka Murakami           |
| Kanada             | Suzanne Gaudet     | Stefanie Richard | Robyn Macphee       | Kelly Higgins       | Carol Webb              |
| Norwegen           | Linn Githmark      | Marianne Rørvik  | Henriette Wang      | Cathinka Ring Heger | Charlotte Hovring       |
| Russland           | Nina Golowtschenko | Nkeiruka Jesech  | Anastassija Skultan | Anschela Tjuwajewa  | Ljudmila Priwiwkowa     |
| Schottland         | Kelly Wood         | Lorna Vevers     | Jacqui Reid         | Lindsay Wood        | Susan Halliday          |
| Schweden           | Matilda Mattsson   | Kajsa Bergström  | Lisa Löfskog        | Jenny Hammarström   | Ann-Christine Nordqvist |
| Schweiz            | Janine Greiner     | Carmen Schäfer   | Jacqueline Greiner  | Barbara Appenzeller | Corinne Bourquin        |
| Vereinigte Staaten | Nicole Joraanstad  | Kirsten Finch    | Katlyn Schmitt      | Rebecca Dobie       | Aileen Sormunen         |

### Round Robin

#### Ergebnisse
| Draw | Begegnung                       | Resultat |
| ---- | ------------------------------- | -------- |
| #1   | Vereinigte Staaten – Schottland | 3:7      |
|      | Deutschland – Kanada            | 2:7      |
|      | Japan – Russland                | 10:4     |
|      | Schweden – Schweiz              | 4:8      |
| #2   | Japan – Schweiz                 | 4:12     |
|      | Schweden – Norwegen             | 7:5      |
|      | Deutschland – Dänemark          | 5:6      |
|      | Russland – Vereinigte Staaten   | 8:3      |
| #3   | Norwegen – Dänemark             | 4:10     |
|      | Deutschland – Russland          | 3:8      |
|      | Schottland – Kanada             | 8:9      |
| #4   | Kanada – Japan                  | 4:3      |
|      | Schottland – Norwegen           | 7:8      |
|      | Schweiz – Vereinigte Staaten    | 6:11     |
|      | Dänemark – Schweden             | 3:9      |
| #5   | Schottland – Deutschland        | 5:4      |
|      | Japan – Dänemark                | 9:2      |
|      | Russland – Schweden             | 9:12     |
|      | Kanada – Schweden               | 11:5     |
| #6   | Russland – Schweiz              | 3:7      |
|      | Norwegen – Vereinigte Staaten   | 10:7     |
|      | Schweden – Japan                | 5:4      |

| Draw | Begegnung                        | Resultat |
| ---- | -------------------------------- | -------- |
| #7   | Deutschland – Vereinigte Staaten | 4:11     |
|      | Russland – Schottland            | 2:8      |
|      | Dänemark – Schweiz               | 2:8      |
|      | Norwegen – Kanada                | 2:10     |
| #8   | Norwegen – Russland              | 2:10     |
|      | Kanada – Schweden                | 6:7      |
|      | Schottland – Japan               | 5:7      |
|      | Vereinigte Staaten – Dänemark    | 9:6      |
| #9   | Vereinigte Staaten – Schweden    | 1:10     |
|      | Schweiz – Deutschland            | 9:3      |
|      | Kanada – Dänemark                | 13:4     |
| #10  | Schweiz – Norwegen               | 10:3     |
|      | Russland – Kanada                | 3:10     |
|      | Schweden – Schottland            | 4:10     |
|      | Japan – Deutschland              | 6:5      |
| #11  | Dänemark – Russland              | 4:12     |
|      | Vereinigte Staaten – Japan       | 3:13     |
|      | Norwegen – Deutschland           | 4:9      |
|      | Schweiz – Schottland             | 6:2      |
| #12  | Schweden – Deutschland           | 5:6      |
|      | Dänemark – Schottland            | 5:11     |
|      | Vereinigte Staaten – Kanada      | 11:3     |
|      | Japan – Norwegen                 | 8:5      |

#### Endstand Round Robin
| Land               | Skip               | Siege | Niederlagen |
| ------------------ | ------------------ | ----- | ----------- |
| Kanada             | Suzanne Gaudet     | 7     | 2           |
| Schweiz            | Carmen Schäfer     | 7     | 2           |
| Schweden           | Matilda Mattsson   | 6     | 3           |
| Japan              | Moe Meguro         | 6     | 3           |
| Schottland         | Kelly Wood         | 5     | 4           |
| Russland           | Nina Golowtschenko | 4     | 5           |
| Vereinigte Staaten | Nicole Joraanstad  | 4     | 5           |
| Norwegen           | Linn Githmark      | 2     | 7           |
| Dänemark           | Denise Dupont      | 2     | 7           |
| Deutschland        | Daniela Jentsch    | 2     | 7           |

| Begegnung              | Resultat |
| ---------------------- | -------- |
| Deutschland – Norwegen | 5:8      |

| Begegnung           | Resultat |
| ------------------- | -------- |
| Dänemark – Norwegen | 4:10     |

### Playoffs
|  | Halbfinale | Halbfinale | Halbfinale |   |        | Finale           | Finale           | Finale           |
|  |            |            |            |   |        |                  |                  |                  |
|  |            |            |            |   |        |                  |                  |                  |
|  | 1          | Kanada     | 11         |   |        |                  |                  |                  |
|  | 4          | Japan      | 3          |   |        |                  |                  |                  |
|  |            |            |            | 1 | Kanada | 6                |                  |                  |
|  |            |            |            |   | 3      | Schweden         | 4                |                  |
|  | 2          | Schweiz    | 4          |   |        |                  |                  |                  |
|  | 3          | Schweden   | 9          |   |        | Spiel um Platz 3 | Spiel um Platz 3 | Spiel um Platz 3 |
|  |            |            |            |   |        | 4                | Japan            | 4                |
|  | 2          | Schweiz    | 5          |   |        |                  |                  |                  |
|  |            |            |            |   |        |                  |                  |                  |

#### Halbfinale
| Team   |    | 1 | 2 | 3 | 4 | 5 | 6 | 7 | 8 | 9 | 10 | Gesamt |
| ------ | -- | - | - | - | - | - | - | - | - | - | -- | ------ |
| Kanada | 🔨 | 0 | 0 | 4 | 0 | 1 | 0 | 1 | 1 | 4 | X  | 11     |
| Japan  |    | 0 | 0 | 0 | 1 | 0 | 2 | 0 | 0 | 0 | X  | 3      |

| Team     |    | 1 | 2 | 3 | 4 | 5 | 6 | 7 | 8 | 9 | 10 | Gesamt |
| -------- | -- | - | - | - | - | - | - | - | - | - | -- | ------ |
| Schweden | 🔨 | 0 | 2 | 0 | 0 | 3 | 0 | 0 | 2 | 2 | X  | 9      |
| Schweiz  |    | 0 | 0 | 0 | 1 | 0 | 2 | 1 | 0 | 0 | X  | 4      |

#### Spiel um Platz 3
| Team    |    | 1 | 2 | 3 | 4 | 5 | 6 | 7 | 8 | 9 | 10 | Gesamt |
| ------- | -- | - | - | - | - | - | - | - | - | - | -- | ------ |
| Japan   | 🔨 | 0 | 0 | 1 | 0 | 0 | 0 | 0 | 2 | 0 | 1  | 4      |
| Schweiz |    | 1 | 0 | 0 | 1 | 0 | 0 | 1 | 0 | 2 | 0  | 5      |

#### Finale
| Team     |    | 1 | 2 | 3 | 4 | 5 | 6 | 7 | 8 | 9 | 10 | 11 | Gesamt |
| -------- | -- | - | - | - | - | - | - | - | - | - | -- | -- | ------ |
| Kanada   |    | 0 | 0 | 2 | 0 | 1 | 0 | 0 | 0 | 0 | 1  | 2  | 6      |
| Schweden | 🔨 | 0 | 0 | 0 | 0 | 0 | 1 | 1 | 1 | 1 | 0  | 0  | 4      |

### Endstand
| Platz | Land               |
| ----- | ------------------ |
| 1     | Kanada             |
| 2     | Schweden           |
| 3     | Schweiz            |
| 4     | Japan              |
| 5     | Schottland         |
| 6     | Russland           |
| 7     | Vereinigte Staaten |
| 8     | Norwegen           |
| 9     | Dänemark           |
| 10    | Deutschland        |